# Марынарская улица (Варшава)
Улица Марынарская (пол. Ulica Marynarska) — улица в варшавском районе Мокотув, микрорайоне Служевец. Название улицы утвердил Народный Совет столичного города Варшавы 23 марта 1950 года.

## Описание
Улица является частью Варшавской этаповой кольцевой дороги. Через улицу проходят трамвайные пути вплоть до остановки Служевец. Начинается у Рондо Европейского союза, к которому подходит с западной стороны, заканчивается у железнодорожного виадука — части Марынарской развязки (пол. węzła Marynarska) на скоростной дороге S79, под которой проходит железная дорога № 8 (Варшава-Краков или «Радомская линия»). За виадуком Марынарская переходит в улицу Сасанки. Дорожные работы по строительству Марынарской развязки, соединяющей участок скоростной дороги S79 от Марынарской до развязки «Варшавский аэропорт», велись в 2009—2013 годах.
До конца 2013 года улица была частью Национальной дороги 7, но после изменения направления последней утратила соответствующий статус. По ней, однако, продолжается интенсивное движение грузового транспорта, поскольку с 6:00 по 22:00 движение грузовых транспортных средств полной массой более 16 т запрещено по участку скоростной дороги S2 от Краковской аллеи до Пулавской улицы.
С мая 2016 по май 2019 года Варшавское управление развития столицы вело реконструкцию улицы с шестиполосным движением (по три полосы движения на каждой стороне). Среди внесённых изменений были следующие:
- убран поворот налево с улицы Марынарской на улицу Постепу;
- возведён вдоль улицы Поспету дорожный виадук, обеспечивавший раздельное движение транспорта над Марынарской;
- открыт поворот направо на улицу Выналязек, обновлён существующий пешеходный переход со светофором;
- на перекрёстке с улицей Постепу установлены шумоизолирующие экраны;
- реконструированы трамвайные пути от перекрёстка с улицей Винценты Жимовского до новой конечной остановки на улице Сувак;
- трамвайные пути перенесены севернее на 8 м;
- построена велосипедная дорожка;
- на улице Выналязек открыт новый пешеходный переход.

## Важные объекты
- Железнодорожная станция Варшава-Служевец[пол.] (железная дорога № 8[пол.])
- LXV общеобразовательный лицей с углублённым изучением ряда предметов имени генерала Юзефа Бема (дом 2/6)
- Офис T-Mobile (дом 12)
- Офис компаний DSV и офисный комплекс Duna (на углу Марынарской и Тасьмовой)

## Пересекаемые улицы
Улица Сасанки (пол. ul. Sasanki) — улица Тасьмова (пол. ul. Taśmowa) — улица Выналязек (пол. ul. Wynalazek) — улица Постепу (пол. ul. Postępu) — Рондо Европейского союза (с запада) — Улица Винценты Жимовского, Волоская улица, Виляновская аллея

## Галерея
- Въезд на улицу Марынарскую со стороны улицы Сасанки
- Дом 2/6, LXV общеобразовательный лицей имени Юзефа Бема
- Дом 12, офис T-Mobile
- Дом 14, офисно-складской комплекс
- Офисный комплекс Duna на углу Марынарской и Тасьмовой
- Офис DSV на углу Марынарской и Тасьмовой
- Вокзал Варшава-Служевец[пол.]
- Трамвайный маршрут 17 с улицы Постепу, выходящий к Марынарской
- Трамвайный маршрут 18. Электрический трамвай Konstal 13N[англ.]
- Эстакада у въезда с улицы Жимовского